# Willowbrook (Kansas)
Willowbrook – miasto w Stanach Zjednoczonych, w stanie Kansas, w hrabstwie Reno.